# Mocsár

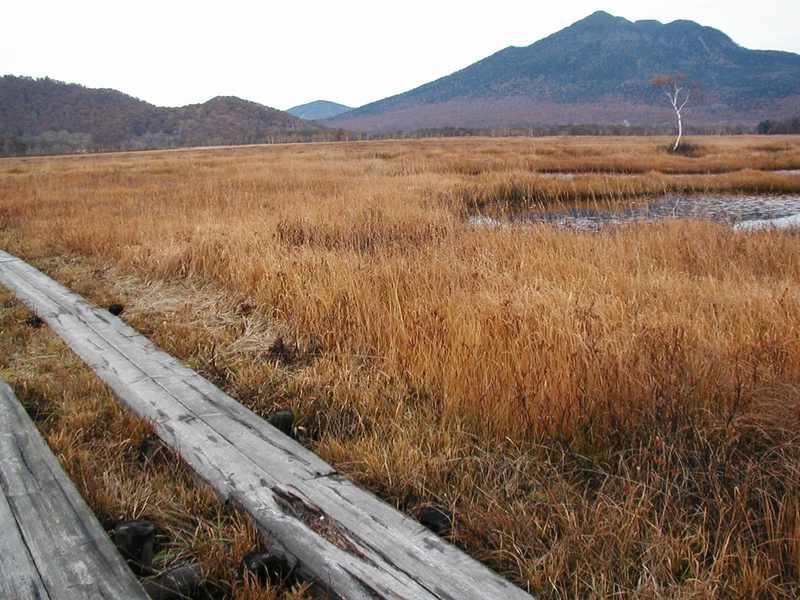
Az Ozegahara-mocsár Japánban

A mocsár növényekkel sűrűn benőtt állóvíz, amelyet néhol egybefüggő, mozdulatlan víztükör borít.
Sík vidéken, a felszín teknőszerű mélyedéseiben keletkezik, amelyekben a csapadékvíz meggyűlik, és sem lefolyni, sem a vízzáró talajba beszivárogni nem tud. Az alföldek és a széles folyóvölgyek, különösen a kis esésű torkolati szakaszok jellegzetes állóvize.

## Tó és mocsár
Néhol éles határt vonni a tó és a mocsár közt alig lehet, a tavak szélein gyakoriak a mocsarak, amelyeknek a kiterjedése a tó vízállásával változik. Hasonlóképpen a szabályozatlan folyók vize is mocsarakat hozhat létre. Leginkább a folyók deltavidékét lepi el a víz, mely sós, ha a tenger dagálya visszaduzzasztja, és édes, ha csak a folyó árvizéből táplálkozik. Az Alföldön a folyók szabályozása előtt igen nagy területeket borítottak el a mocsarak, melyeket mezőgazdasági célokból, az ökológiai szempontok mellőzésével jórészt lecsapoltak.
A sekély mocsarat gyakran teljesen belepi a növényzet.

## Láp és mocsár
Ugyancsak folyamatos a mocsár és a láp átmenete, amit jelez, hogy a népnyelvben mindkettőt berek, turjány, hany és örjeg néven is említik. A „mocsár” szó a köznyelvben általában jelent mindenféle kiterjedt, állandó nyílt víztükör nélküli vizenyős területet (így a lápokat is).
Tudományos jelentése ennél szűkebb: a geobotanikában a láp olyan vizes élőhely, ahol tőzeg képződik és rakódik le. A mocsárban nem képződik tőzeg — vagy ha igen, az rendszeresen el is bomlik. Ez a jelentés az angol „marsh”, illetve a német „Sumpf” fogalmának felel meg. A köznyelv gyakran mocsárnak nevez mindenféle olyan vizenyős területet, (így a lápokat is), amelyben nincs kiterjedt, összefüggő, állandó nyílt víztükör. Ez az értelmezés nagyjából megfelel az angol „swamp” jelentésének.